# Nephelodes pectinata
Nephelodes pectinata là một loài bướm đêm trong họ Noctuidae.